# Claude-Louis Bouchard de la Poterie
 (juillet 2025).
Motif : Où sont les sources secondaires, centrées et indépendantes qui montrent que les critères d'admissibilité sont atteints ? Le dictionnaire de l'abbé Angot est une source obsolète et de mauvaise qualité.
- Archive Wikiwix
- Bing
- Cairn
- DuckDuckGo
- E. Universalis
- Gallica
- Google
- G. Books
- G. News
- G. Scholar
- Persée
- Qwant
- (zh) Baidu
- (ru) Yandex
- (wd) trouver des œuvres sur Wikidata

| 1. | Préciser le motif de la pose du bandeau. | Précisez le motif de la pose du bandeau en utilisant la syntaxe suivante : {{admissibilité à vérifier\|date=août 2025\|motif=remplacez ce texte par le motif}}                                           |
| 2. | Informer les utilisateurs concernés.     | Pensez à avertir le créateur de l'article, par exemple, en insérant le code ci-dessous sur sa page de discussion : {{subst:avertissement admissibilité à vérifier\|Claude-Louis Bouchard de la Poterie}} |

Claude-Louis Bouchard de la Poterie, est un militaire français né le 19 août 1746.

## Biographie

### Origine
La famille Bouchard de la Poterie, est une famille qui se rattache sans doute pour l'Abbé Angot aux Bouchard des Moriers, d'Angers. Elle est d'abord établie à Saint-Denis-d'Anjou à partir de la deuxième moitié du XVIe siècle.
Il est le fils de Claude-Mathieu Bouchard et de Gabrielle Quentin. Claude-Mathieu Bouchard fit la grande fortune de la famille en passant aux Iles, c'est-à-dire pour ce qui le concerne à la Martinique. Rentré en France avec une grande fortune pécuniaire, il achète en 1755 les seigneuries du Coudray, de Laigné, de Livré, d'Athée, et de Chauvigny, aux pays de Château-Gontier et de Craon. Claude-Mathieu Bouchard laissa : Claude-Louis, † à Marie-Galante, 26 décembre 1785 ; deux filles mariées à Claude-Augustin Bourdon de Gramont et à Gabriel de Rasilly, et Claude-Louis le jeune, marié à Aimable-Gabrielle de Rasilly, par contrat du 2 octobre 1786. 
La famille Bouchard de la Poterie, établie en Anjou en en Guadeloupe avait été anoblie en 1738 par achat de charge selon d'Hozier. Les armes de la famille Bouchard de la Poterie sont d'azur à deux lions passants, l'un sur l'autre.

### Révolution française
Claude-Louis Bouchard est capitaine commandant, puis chef de bataillon au Régiment de Beauvoisis, en Corse, 1788.
Il accepta en 1790 le grade de colonel dans la Garde nationale de Château-Gontier. Le colonel Charles Gaspard Élisabeth Joseph de Bailly cite, dans ses Mémoires, M. Poterie de la Girouardière parmi les officiers qui empêchèrent la garnison révoltée de Nancy de massacrer le général de Malesaigne lors de l'Affaire de Nancy, en 1790. L'Abbé Angot s'interroge pour savoir si c'est Bouchard de la Poterie. Il adressa de Château-Gontier, le 2 juin 1791, à la Gazette de Paris une lettre où il énumère les méfaits de la Révolution française et demande la conservation de la noblesse héréditaire. Il émigra en 1791, servit dans l'Armée des émigrés.
Sa mère, emprisonnée à Laval, fut transférée à Château-Gontier le 2 septembre 1793 pour y être surveillée comme parente d'émigré. Claude-Louis Bouchard de la Poterie, qui avait déjà écrit en faveur de la Royauté avant son émigration une brochure a publié une notice sur les événements de l'émigration : Récit de ce qui s'est passé de plus remarquable à l'armée de Condé. Il rentra en France et participa à la Chouannerie, puis émigra à nouveau.
Réfugié à Saint-Pierre-Montlimart avant son émigration, il y revint à sa rentrée en France, remit un fusil au général Jacques Darnaud (2 germinal an VIII), et espérait être compris dans l'amnistie . Mais une amie l'appelle, il se rend à Anvers, ne trouve personne, revient sans passeport . Il se dit Suisse de Lausanne. La supercherie découverte, Il est transféré à Laval, malade, il est hors d'état d'être interrogé par le juge de paix Moreau, avant le 25 fructidor. François Midy lui fait adresser des pétitions au préfet, au premier consul, à Bernadotte, et le préfet de police signe un arrêté de surveillance, en vendémiaire an IX, pour lui et M. de Champagné. Il y est défendu par François Midy qui obtient son acquittement.

### Premier Empire
Claude-Louis Bouchard de la Poterie était chevalier de l'Ordre royal et militaire de Saint-Louis et, Rallié, il est président du Canton de Saint-Aignan-sur-Roë sous le Premier Empire. Il est désigné comme un des Grands notables du Premier Empire du département de la Mayenne

### Famille
Il épouse sa cousine Aimable-Gabrielle-Louise de Rasilly, qui est morte en Allemagne en émigration en 1796.
Il avait eu six enfants, dont trois fils : 
- René-Gabriel-Armand, né à Château-Gontier, le 5 janvier 1788. Il servit sous le Premier empire. Il fit la Campagne de Russie en 1812 avec le titre de secrétaire particulier de l'état-major d'une des divisions de l'armée de Russie<[h]. Maire d'Athée (1821, 1830), il a fait reconstruire le Château de Chauvigny.
- René-Gabriel-Romain, né à Château-Gontier, le 23 mars 1790, chevalier de la Légion d'honneur, marié à Ernée en 1817 à Marie-Françoise-Émilie de Launay, décédé au Château du Frêne à Champéon le 6 juillet 1826.
- René-Jean-Louis-Constantin, né à Wertheim, chez le prince Dominique-Constantin de Löwenstein-Wertheim-Rochefort, le 27 décembre 1794.

## Publications
- Confessions d'un homme qui se reproche d'étranges erreurs et fait d'étranges aveux, par B. P. (Laval, chez la veuve Portier, mai 1815, 153 p. num. et 2 pages de table in-8).
- Supplément aux confessions de B. P. par B. P. (Laval, chez la Ve Portier, juillet 1816, 44 pages num. et 1 p. de table, in-8).
- Nouvelles confessions et nouvelles erreurs (Sans date et sans nom d'imprimeur (fragment : les 16 premières pages seulement) ; cette feuille, in-8, semble avoir servi d'épreuve).
- Récit de ce qui s'est passé de plus remarquable à l'armée de son Altesse Sérénissime Mgr le Prince de Condé en 1791, 1792 et 1793. par B. P., ancien chevalier de Saint-Louis (Laval, Ve Portier, décembre 1817 et Paris, Picard, in-8 de 160 pages, plus 2 pages de table. Il existe une autre édition, Paris, 1818).